# Weird Tales of the Ramones
Weird Tales of the Ramones – album kompilacyjny zespołu Ramones wydany 16 sierpnia 2005 roku. Zestaw składa się z trzech dysków CD z muzyką oraz dysku DVD zawierającego klipy i wywiady z członkami zespołu.

## CD: Lista utworów

### Dysk 1
1. „Blitzkrieg Bop” (Ramones) – 2:12
2. „Beat on the Brat” (Ramones) – 2:32
3. „Judy Is a Punk” (Ramones) – 1:30
4. „I Wanna Be Your Boyfriend” (Ramones) – 2:25
5. „Loudmouth” (Ramones) – 2:14
6. „53rd & 3rd” (Ramones) – 2:20
7. „Havana Affair” (Ramones) – 1:56
8. „Now I Wanna Sniff Some Glue” (Ramones) – 1:35
9. „Glad to See You Go” (Ramones) – 2:10
10. „Gimme Gimme Shock Treatment” (Ramones) – 1:40
11. „I Remember You” (Ramones) – 2:18
12. „Carbona Not Glue” (Ramones) – 1:50
13. „Oh, Oh, I Love Her So” (Ramones) – 2:05
14. „Swallow My Pride” (Ramones) – 2:03
15. „Commando” (Ramones) – 1:53
16. „Pinhead” (Ramones) – 2:53
17. „Sheena Is a Punk Rocker" (ABC Single Version) (Ramones) – 2:47
18. „I Don't Care" (Single Version) (Ramones) – 1:37
19. „Rockaway Beach” (Ramones) – 2:05
20. „Cretin Hop” (Ramones) – 1:55
21. „Here Today, Gone Tomorrow” (Ramones) – 2:48
22. „Teenage Lobotomy” (Ramones) – 2:01
23. „Slug" (Demo) (Joey Ramone) – 2:22
24. „Surfin' Bird” (Alfred Frazier/John Harris/Carl White/Turner Wilson) – 2:35
25. „We're a Happy Family” (Ramones) – 2:39
26. „I Just Want to Have Something to Do” (Ramones) – 2:41
27. „I Wanted Everything” (Ramones) – 3:14
28. „Needles & Pins" (Remixed Single Version) (Sonny Bono/Jack Nitzsche) – 2:21
29. „I Wanna Be Sedated” (Ramones) – 2:29
30. „Go Mental” (Ramones) – 2:40
31. „Don't Come Close” (Ramones – 2:44
32. „I Don't Want You” (Ramones) – 2:26
33. „She's the One” (Ramones) – 2:13
34. „I'm Against It” (Ramones) – 2:07

### Dysk 2
1. „Rock 'n' Roll High School" (Ed Stasium Mix) (Ramones) – 2:18
2. „I Want You Around" (Ed Stasium Mix) (Ramones) – 3:00
3. „Do You Remember Rock 'n' Roll Radio?” (Ramones) – 3:50
4. „I'm Affected” (Ramones) – 2:53
5. „Danny Says” (Ramones) – 3:05
6. „The KKK Took My Baby Away” (Joey Ramone) – 2:31
7. „You Sound Like You're Sick” (Dee Dee Ramone) – 2:41
8. „She's a Sensation” (Joey Ramone) – 3:25
9. „All's Quiet on the Eastern Front” (Dee Dee Ramone) – 2:12
10. „Outsider” (Dee Dee Ramone) – 2:10
11. „Highest Trails Above” (Dee Dee Ramone) – 2:09
12. „Psycho Therapy” (Dee Dee Ramone/Johnny Ramone) – 2:34
13. „Time Bomb” (Dee Dee Ramone) – 2:09
14. „Mama's Boy” (Tommy Ramone/Johnny Ramone/Dee Dee Ramone) – 2:09
15. „I'm Not Afraid of Life” (Dee Dee Ramone – 3:12
16. „Too Tough to Die” (Dee Dee Ramone) – 2:37
17. „Wart Hog” (Dee Dee Ramone/Johnny Ramone) – 1:54
18. „Howling at the Moon (Sha-La-La)” (Dee Dee Ramone) – 4:06
19. „Daytime Dilemma (Dangers of Love)” (Joey Ramone/Daniel Rey) – 4:32
20. „Endless Vacation” (Dee Dee Ramone/Johnny Ramone) – 1:47
21. „My Brain Is Hanging Upside Down (Bonzo Goes to Bitburg)" (UK 12” Version) (Jean Beauvoir/Dee Dee Ramone/Joey Ramone) – 3:54
22. „Somebody Put Something In My Drink” (Richie Ramone) – 3:20
23. „Animal Boy” (Richie Ramone) – 1:49
24. „I Don't Want to Live This Life (Anymore)" (UK B-Side) (Dee Dee Ramone) – 3:28
25. „Love Kills” (Dee Dee Ramone) – 2:20
26. „Something to Believe In" (Single Version) (Jean Beauvoir/Dee Dee Ramone) – 4:18

### Dysk 3
1. „I Wanna Live” (Dee Dee Ramone/Daniel Rey) – 2:37
2. „Bop 'Til You Drop” (Dee Dee Ramone/Johnny Ramone) – 2:12
3. „I Lost My Mind” (Dee Dee Ramone/Johnny Ramone) – 1:33
4. „Garden of Serenity” (Dee Dee Ramone/Daniel Rey) – 2:27
5. „I Believe in Miracles” (Dee Dee Ramone/Daniel Rey) – 3:20
6. „Pet Sematary" (Single Version) (Dee Dee Ramone/Daniel Rey) – 3:30
7. „Punishment Fits the Crime” (Dee Dee Ramone/Richie Stotts) – 3:05
8. „Merry Christmas (I Don't Want to Fight Tonight)" (Single Version) (Joey Ramone) – 2:04
9. „Main Man” (Dee Dee Ramone/Daniel Rey) – 3:26
10. „Strength to Endure” (Dee Dee Ramone/Daniel Rey) – 2:59
11. „Poison Heart” (Dee Dee Ramone/Daniel Rey) – 4:02
12. „I Won't Let It Happen” (Joey Ramone/Andy Shernoff) – 2:20
13. „Censorshit” (Joey Ramone) – 3:07
14. „Journey to the Center of the Mind” (Steve Farmer/Ted Nugent) – 2:51
15. „7 and 7 Is” (Arthur Lee) – 1:51
16. „When I Was Young” (Victor Briggs/Eric Burdon/Barry Jenkins/Daniel McCulloch/John Weider) – 3:13
17. „I Don't Wanna Grow Up” (Kathleen Bennan/Tom Waits) – 2:45
18. „Scattergun” (C.J. Ramone) – 2:29
19. „Makin Monsters For My Friends” (Dee Dee Ramone/Daniel Rey) – 2:35
20. „The Crusher” (Dee Dee Ramone/Daniel Rey) – 2:25
21. „Spiderman” (Robert Harris/Paul Francis Webster) – 1:56
22. „Life's a Gas” (Joey Ramone) – 3:33
23. „She Talks to Rainbows” (Joey Ramone) – 3:13
24. „Anyway You Want It” (Dave Clark) – 2:20
25. „R.A.M.O.N.E.S.” (Motothead) – 1:24

## DVD: Lista utworów
1. „Do You Remember Rock N' Roll Radio?"
2. „Rock N' Roll High School"
3. „We Want The Airwaves"
4. „Psycho Therapy"
5. „Time Has Come Today"
6. „Howling At The Moon (Sha-La-La)"
7. „Something To Believe In"
8. „I Wanna Live"
9. „I Wanna Be Sedated"
10. „Pet Sematary"
11. „Merry Christmas (I Don't Want To Fight Tonight)"
12. „I Believe In Miracles"
13. „Strength To Endure"
14. „Poison Heart"
15. „Substitute" (MTV banned version)
16. „I Don't Want to Grow Up"
17. „Spiderman"
18. „Blitzkrieg Bop" (Live)